# Phoenix atlantica
Phoenix atlantica là loài thực vật có hoa thuộc họ Arecaceae. Loài này được A.Chev. miêu tả khoa học đầu tiên năm 1935.

## Hình ảnh

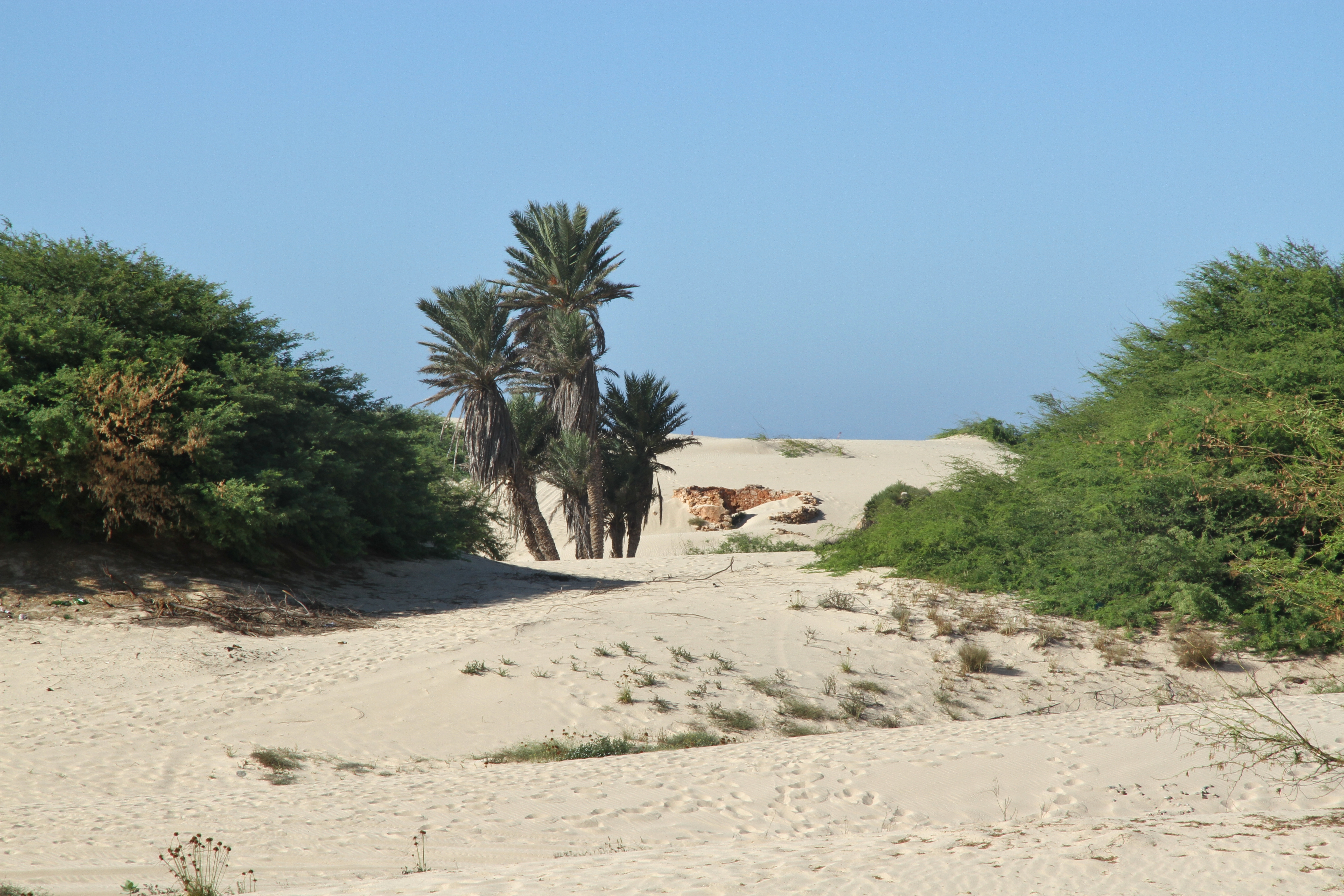
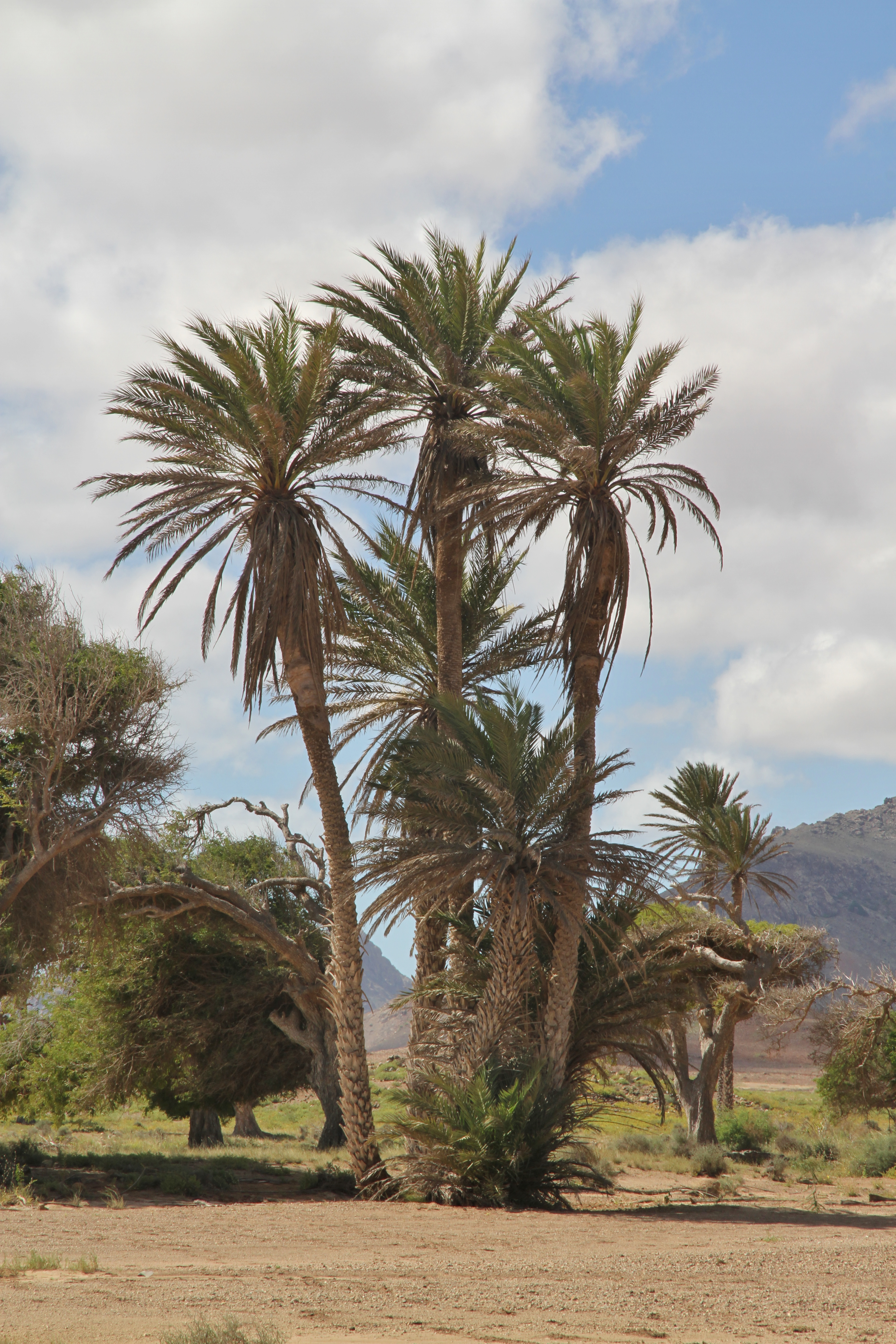
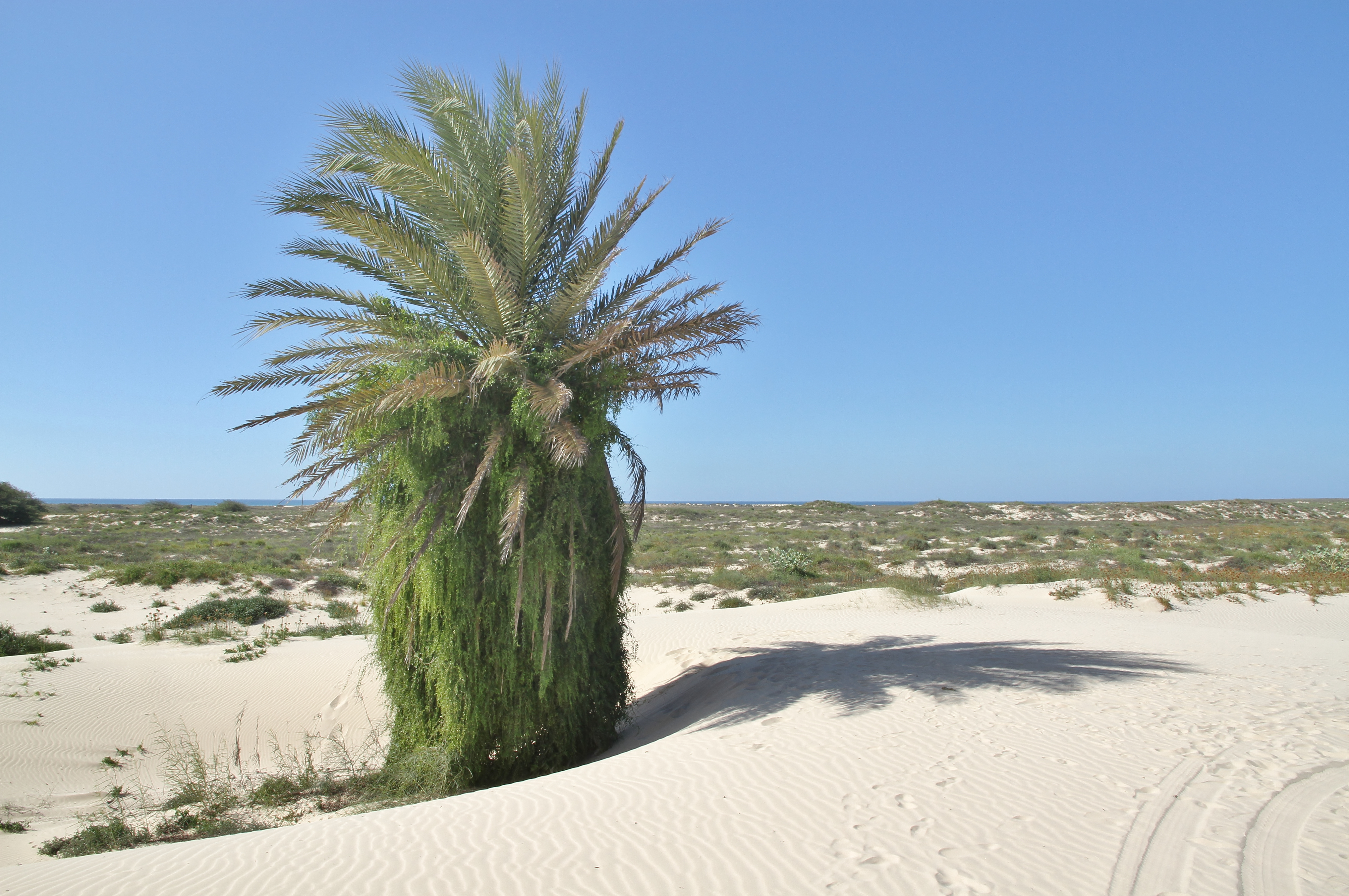
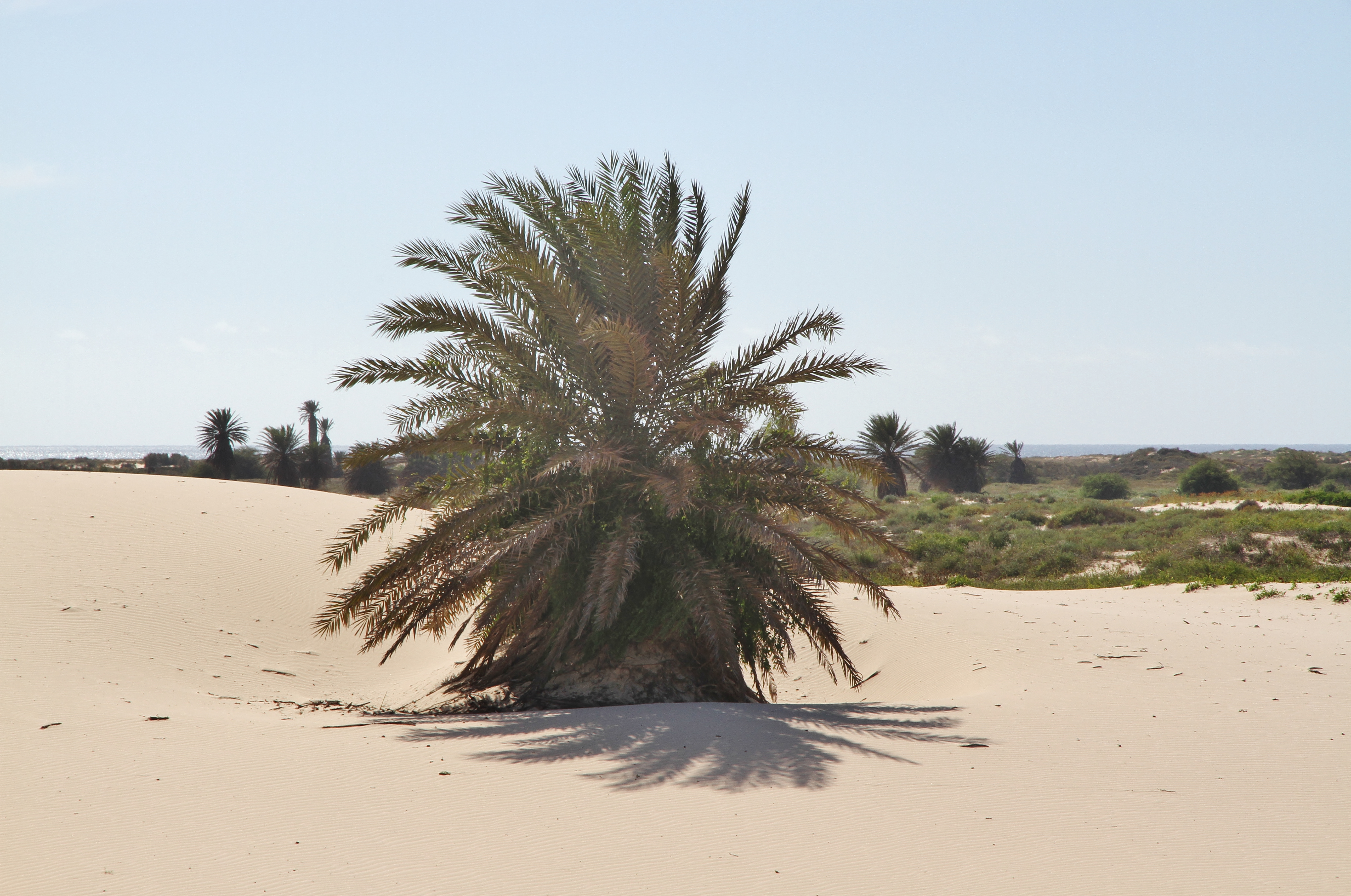